# Silvio Funtowicz
Silvio Funtowicz (Buenos Aires, 28 maggio 1946) è un filosofo argentino attivo nel campo degli Studi su scienza e tecnologia.
Insieme a Jerome R. Ravetz, ha creato il NUSAP, un sistema di notazione per caratterizzare l'incertezza e la qualità nelle espressioni quantitative e ha elaborato il concetto di scienza postnormale. Attualmente ha un incarico di professore all'Università di Bergen (Norvegia) presso il Centre for the Study of the Sciences and the Humanities (SVT).

## Biografia
Silvio Funtowicz ha iniziato la sua carriera insegnando matematica, logica e metodologia della ricerca a Buenos Aires, in Argentina. Ha lasciato il suo paese durante la dittatura militare per trasferirsi in Inghilterra dove negli anni '80 ha collaborato come ricercatore con l'Università di Leeds. Fino al suo pensionamento, avvenuto nel 2011, è stato un funzionario scientifico presso il Centro Comune di Ricerca della Commissione europea (CE-CCR). Da febbraio 2012 ha un incarico di professore all'Università di Bergen (Norvegia) presso il Centre for the Study of the Sciences and the Humanities (SVT).

## Opere
Nel loro lavoro Uncertainty and quality in science for policy Silvio Funtowicz e Jerome R. Ravetz hanno avviato una serie di riflessioni sulla qualità della scienza usata nei processi decisionali, per lo più in relazione ai rischi ambientali e tecnologici, e sul rapporto tra ricerca e governance. In questo contesto hanno anche ideato il NUSAP un sistema di notazione utile per la gestione e la comunicazione dell'incertezza nella scienza a supporto della policy. Il sistema NUSAP è stato applicato in diversi ambiti nei Paesi Bassi da Jeroen van der Sluijs et al. 2005.
Sulla base di questi primi lavori, il concetto di scienza postnormale è stato introdotto in una serie di articoli pubblicati nei primi anni '90.
L'articolo ‘Scienza per l'età post-normale' risulta ad oggi ancora il più citato cited della rivista Futures. Un altro articolo molto importante e che ha ispirato altri lavori è 'The worth of a songbird: ecological economics as a post-normal science' nel giornale Ecological Economics.
Oggi la scienza postnormale (PNS) si ritiene applicabile nella maggior parte dei casi in cui la presenza di diversi interessi o valori rende problematico il ricorso, nelle decisioni di policy, alla sola evidenza scientifica. Per Peter Gluckman (2014), primo consigliere scientifico del primo ministro della Nuova Zelanda, oggi è necessario ricorrere all'approccio della scienza post-normale per affrontare una serie di problemi complessi, tra cui “l'eliminazione di specie infestanti [...], l'esplorazione petrolifera in mare aperto, la legalizzazione delle droghe leggere, la qualità dell'acqua, la violenza familiare, l'obesità, patologie e suicidi adolescenziali, l'invecchiamento della popolazione, la formazione della prima infanzia, la riduzione dei gas serra di origine agricola, e per conciliare crescita economica e sostenibilità ambientale".
Per Carrozza la PNS può essere “definita come un approccio che fa appello alla ‘democratizzazione della conoscenza'", e come una "reazione contro la tendenza che impera da anni di una ‘scientificizzazione della politica’, che attribuisce agli esperti un ruolo predominante nel processo decisionale rendendo marginale il contributo delle persone non esperte".
Il lavoro più recente di Funtowicz - con Roger Strand – ruota intorno al tema dell’agire umano, cioè della partecipazione e dell’impegno degli esseri umani nei periodi di cambiamento. Secondo gli autori una visione del mondo centrata sul rischio e conseguentemente sulla previsione e il controllo in risposta alle sfide globali emergenti dovrebbe essere sostituita da un approccio basato sull'impegno: "piuttosto che assumere che le sfide globali contemporanee possano essere affrontate con responsabilità in una situazione di rischio, si tratta di chiedersi come rimanere impegnati in tempi di cambiamento"
In collaborazione con Andrea Saltelli e altri autori, Funtowicz ha sviluppato il concetto di sensitivity auditing, un ampliamento di quello di sensitivity analysis per i modelli statistici e matematici utilizzati come input per la progettazione delle policies e della valutazione della ricerca.
Nel 1990, Silvio ha collaborato con il compianto James Kay e con altri colleghi (tra cui David Waltner-Toews, e Mario Giampietro) sull'"approccio eco-sistemico". Questo lavoro, che collega teoria della complessità, termodinamica e scienza post-normale, ha esplorato le implicazioni di questa "nuova scienza" per la gestione ambientale e il benessere umano.
Insieme a Bruna De Marchi e ad altri autori, Funtowicz dagli anni '90 ha lavorato sui temi della governance del rischio e della partecipazione pubblica.
Insieme ad Ângela Guimarães Pereira, ha curato un volume per la Oxford University Press ‘Science for Policy: New Challenges, New Opportunities', e un altro per Routledge sulla fine del sogno cartesiano. I testi rappresentano un'importante raccolta di scritti di tre generazioni di studiosi attivi nel campo della PNS, a cui ha fatto seguito, nel 2016, un testo scritto da più autori della stessa comunità sulla crisi della riproducibilità e del controllo di qualità nella scienza.
Insieme ad Alice Benessia è autore di una serie di opere su innovazione e tecnoscienza. Si tratta di saggi critici sul significato di società ‘smart' e 'sostenibile'.
Con Jerome R. Ravetz ha recentemente contribuito a due voci originali per l'Enciclopedia delle scienze sociali e comportamentali (Oxford) su ‘Peer review e controllo di qualità' e ‘Nuove forme di scienza'.
Silvio Funtowicz collabora anche con altri studiosi, tra cui Martin O'Connor. 
I suoi più recenti lavori vertono sul controllo della qualità della produzione scientifica , sul suo impatto sull'uso sociale della scienza  e sul possibile scoppio di vecchie e nuove guerre intorno alla scienza .